# أكيشوكوا إزنوا
أكيشوكوا إزنوا (بالإنجليزية: Ikechukwu Ezenwa)‏ (و. 1988  م) هو لاعب كرة قدم، من نيجيريا، شارك في الألعاب الأولمبية الصيفية 2008، وكرة القدم في الألعاب الأولمبية الصيفية 2016، يلعب كحارس مرمى.

## روابط خارجية
- أكيشوكوا إزنوا على موقع الاتحاد الدولي (مؤرشف)  (الإنجليزية)
- أكيشوكوا إزنوا على موقع قاعدة بيانات كرة القدم.إي يو (الإنجليزية)
- أكيشوكوا إزنوا على موقع ناشيونال فوتبول تيمز (الإنجليزية)
- أكيشوكوا إزنوا على موقع Soccerway.com (الإنجليزية)
- أكيشوكوا إزنوا على موقع عالم كرة القدم.نت (الإنجليزية)
- أكيشوكوا إزنوا على موقع أوليمبيديا (الإنجليزية)